# Arctornis keranganaphtha
Arctornis keranganaphtha är en fjärilsart som beskrevs av Holloway 1999. Arctornis keranganaphtha ingår i släktet Arctornis och familjen tofsspinnare. Inga underarter finns listade i Catalogue of Life.